# Herinneringsmedaille aan de Huldiging door Tirol
De Herinneringsmedaille aan de Huldiging door Tirol (Duits: Erinnerungsmedaille an die Huldigung Tirols 1838) werd op 12 augustus 1838 ingesteld door keizer Ferdinand I van Oostenrijk. Zijn onderdanen uit het vorstelijk graafschap Tirol, een van zijn vele bezittingen, zonden op 12 augustus 1838 een deputatie die hem in Innsbrück huldigde. In het taalgebruik van die tijd sprak men van "jene Landeskinder die dem Kaiser offiziel die Huldigung der gefürsteten Grafschaft Tirol darbrachten". Innsbruck is de hoofdstad van Tirol.
De ronde zilveren medaille was bestemd voor de leden van deze deputatie en werd aan een 38 millimeter breed zijden lint met twee gelijke banen groen en wit op de linkerborst gedragen. Het ontwerp was van de hand van Josef Daniël Böhm, wiens naam ook op de voorzijde onder de afgesneden hals van het keizersportret als "I.D.BOEHM F." prijkt.
Op de voorzijde staat het naar rechts gewende gelauwerde portret van de keizer met het rondschrift "FERDINAND KAISER VON OESTERREICH". Op de keerzijde staat in vijf regels "ANDENKEN - AN DIE - HULDIGUNG - 12 AUGUST - 1838" binnen een krans van eikenloof.
Aan de bovenzijde van de met de palmet 29 millimeter hoge medaille is een ring in de vorm van een doorboord palmet aangebracht. Daaraan werd de kleine ring bevestigd die medaille en lint met elkaar verbond. De medaille woog ongeveer 20,9 gram.
Volgens Václav Měřička zijn er twee sterk op elkaar gelijkende stempels gebruikt.
Het Habsburgse Rijk was een door veroveringen en vooral erfenissen verzameld gebied in Midden- en Oost Europa. Totdat in 1867 de Dubbelmonarchie van Oostenrijk en Honharije werd gesticht was er geen duidelijke staatkundige samenhang in wat de "Kroonlanden" werden genoemd. De Habsburgers regeerden over Duitsers waaronder Tirolers, Hongaren, Italianen, Tsjechen, Slowaken, Polen, Slaven, Polen en Oekraïners. De monarchie kon op de steun van de hongaren niet rekenen, ze bouwde veeleer op de Duitssprekende bevolking.
De Habsburgers versterkten hun band met hun trouwe Tirolers met meerdere draagbare medailles terwijl elders in het rijk alleen niet draagbare herinneringspenningen werden geslagen.
Aan het begin van zijn regering liet keizer Ferdinand zich ook in Wenen door de bevolking huldigen, de medaille die daaraan herinnerde heeft meer het karakter van een herinneringspenning en ze kan niet worden gedragen. Andere niet-draagbare medailles zijn de medaille ter herinnering aan de kroning in Milaan (met de ijzeren kroon van het Lombardisch-Venetiaans Koninkrijk) en in Praag met de kroon van het koninkrijk Bohemen. De kroningen in Praag en Monza waren historisch belangrijk want het was de laatste maal de historische IJzeren Kroon en de Kroon van Sint Wenceslas werden gebruikt. De keizer werd niet met de Hongaarse Heilige Stefanskroon gekroond, dat was al op 28 september 1830 gebeurd in een poging om de Hongaarse opvolging zeker te stellen.
In Wenen wordt een kostbare gouden, met diamanten versierde en met bont gevoerde vorstenhoed bewaard als symbool van het vorstelijk graafschap Tirol. Dit op een kroon lijkende hoofddeksel werd niet gebruikt, men koos voor een meer eenvoudige huldiging.